# Цин (17 – 20 век)
Вижте пояснителната страница за други значения на Цин.
Династията Цин (на китайски: 清朝; на пинин: Qīng Cháo, [t͡ɕʰíŋ t͡ʂʰɑ̌ʊ̯]; на манджурски: , дайцин гурун), наричана също Манджурска династия, е последната императорска династия на Китай, управлявала от падането на династията Мин през 1644 година до установяването на Република Китай през 1912 година.
Династията е основана от манджурския клан Айсин Гьоро и в средата на XVII век се разширява значително на територията на същински Китай, като през 1644 година завзема столицата на разпадащата се империя Мин. Пълното умиротворяване на страната е постигнато в края на века при управлението на император Канси.
След установяването си в Китай династията Цин бързо възприема китайската култура. Империята на Цин достига своя разцвет през XVIII век, когато както територията, така и населението ѝ, значително нарастват. След това нейният военен потенциал започва да намалява и изправена пред масови бунтове и военни неуспехи, в средата на XIX век държавата изпада в тежка криза. Династията е свалена през 1912 година по време на Синхайската революция.

## История

### Формиране на Манджурската държава
Династията Цин не е основана от етнически китайци (хан), а от манджури, народ от ловци, риболовци и земеделци, живеещ североизточно от тогавашен Китай. Манджурите се смятат за потомци на джурчените, тунгуски народ, владял територията на Манджурия през XII – XIII век.
Бъдещата Манджурска империя е основана в началото на XVII век от Нурхаци, водач на малко джурченско племе от групата, наричана от китайците дзиенджоу. Първоначално васал на империята Мин, през 1582 година Нурхаци е въвлечен в междуплеменен конфликт, който прераства във военна кампания за обединяване на племената дзиенджоу. До 1616 година той успява да укрепи властта си над тях в достатъчна степен, за да се обяви за хан на Велики Дзин, по името на джурченската държава от XII – XIII век, известна като Дзин. В историографията династията Цин във времето до 1636 година често се нарича с името Дзин.
През 1618 година Нурхаци официално отхвърля зависимостта си от Мин и практически им обявява война, опитвайки се да подчини джурченските племена, намиращи се под тяхна власт. Успоредно с военните си успехи, той премества своята столица в новозавладени китайски градове – първо в Ляоян през 1621 година, а след това в Шънян през 1625 година.
Завоеванията на Нурхаци му дават достъп до значителни човешки и материални ресурси, но също така го отвеждат в близост до владенията на монголците. Макар че някогашната империя на Чингис хан отдавна се е разпаднала, отделните монголски племена продължават да бъдат важен фактор в степите на Далечния изток. Нурхаци се опитва да установи добри отношения с тях, стремейки се към сътрудничество срещу Мин и подсигурявайки западната си граница срещу потенциално опасен противник. Съчетавайки политика на династични бракове и военни действия срещу отказващите да сътрудничат, той успява да си осигури надеждна подкрепа сред монголците, които сътрудничат на Манджурската династия през по-голямата част от нейната история. Други важни стъпки от управлението на Нурхаци са създаването на манджурска азбука, базирана на монголската писменост, както и на гражданската и административна система, еволюирала по-късно в манджурските Осем знамена.
Поредицата от военни успехи на Нурхаци е прекъсната през януари 1626 година, когато той претърпява първото си по-значимо военно поражение от военачалника Юен Чунхуан в битката при Нинюен. Нурхаци умира няколко месеца по-късно и е наследен от своя осми син Абахай, който надделява в краткотрайния сблъсък между няколко кандидати за трона. Макар че той е опитен военачалник, през 1627 година джурчените отново са победени от Юен Чунхуан, като и този път основната причина са притежаваните от китайците португалски оръдия. По тази причина малко по-късно Абахай създава собствен артилерийски корпус, произвеждайки свои оръдия. През 1635 година той обединява монголските си съюзници в тяхна собствена система от знамена, а две години по-късно са създадени и първите китайски знамена. Военните реформи на Абахай дават резултат и през 1640 – 1642 година той нанася поредица от поражения на китайските войски, които масово се предават. Тези успехи довеждат до окончателното оттегляне на силите на Мин на юг от Великата стена.
Абахай полага известни усилия за изграждането и на гражданска администрация, чието устройство е повлияно от това на империята Мин. През 1631 година той създава шест обособени министерства, но в продължение на десетилетие те имат ограничени функции, поради интензивните военни действия. Бюрокрацията се състои главно от китайци, много от които са пленени или дезертирали служители на Мин, но доминирането на манджурите е осигурено, чрез гарантирани за тях ръководни позиции. Интегрирането на китайците в управлението намалява зависимостта на Абахай от манджурските племена и окуражава повече китайци да преминават на негова страна, дезертирайки или след като са пленени.
Сред важните събития от управлението на Абахай е официалното приемане на името манджури за всички джурченски племена през ноември 1635 година. През следващата година Еджей хан, син на последния монголски хаган Лигдън хан, предава на Абахай имперския печат на династията Юен. Това става повод Абахай да заяви претенциите си за императорска власт и да преименува династията от Дзин на Велика Цин.

### Завземане на императорската власт
Абахай умира внезапно през септември 1643 година без да определи свой наследник. Манджурите по традиция избират своите владетели и нямат утвърдена система за наследяване. В резултат на конфликта между двамата основни претенденти, най-възрастният син на Абахай Хооге и полубратът му Доргон, се стига до компромис – император става петгодишния син на Абахай Фулин, а Доргон става регент и фактически водач на държавата.
Междувременно династията Мин се бори за своето оцеляване с масово селско въстание и не успява да извлече полза от манджурските междуособици. Империята Мин е унищожена през април 1644 година, когато бунтовническия водач Ли Зичън разграбва столицата Пекин и установява собствената си ефемерна династия Шун. Последният император Мин, Чунджън, се самоубива след превземането на Пекин, поставяйки официално края на династията.
Двама манджурски принца и единственият Мин-генерал Ву Шангуй преследват бунтовническия лидер Лий Цичън чак до Хунан, където през октомври 1645 г. той е убит от група селяни.

### Консолидация при управлението на Канси
Шестдесет и една годишното управление на Канси е най-дългото управление на китайски император. По-важното е, че управлението му е отбелязано като началото на ера, наречена „Златната епоха на Кан-Цин“, известна също като „Късен Цин“, по чието време династията достига зенита на своята социална, икономическа и военна сила. Дългото царуване на Канси започва, когато е на осем години, след преждевременната смърт на баща му. За да предотврати повторението на монополизирането на държавната власт от регента по време на периода на регентството на Доргон, император Шунчжи, на смъртния си одър, набързо назначава четирима министри, за да управляват от името на сина му. Четиримата министри – Сонин, Ебилун, Сукаха и Обои, са избрани поради дългогодишната им вярна служба на императора, но също така и да противодействат на влиянието на другите влиятелни чиновници. Най-важното е, че четиримата не са тясно свързани с императорското семейство и не претендират за трона. С течение на времето обаче, чрез машинации и донякъде с късмет, Обои, най-младият от четиримата министри, успява да придобие такова политическо влияние, че се превръща в потенциална заплаха за короната. Въпреки че лоялността на Обои никога не е поставяна под въпрос, неговата арогантност и политическия му консерватизъм го подтикват да влезе в открит конфликт с младия император Канси. През 1669 г., Канси, чрез измама, обезоръжава и хвърля в затвора Обои – немалка победа за петнадесетгодишния император, тъй като Обои не само е хитър политик, но и опитен военен командир.
Контролът на Небесния мандат се оказва трудна задача за манджурите. Необятността на територията на Китай означава, че те имат достатъчно войски само за гарнизони в ключовите градове, които са гръбнака на отбранителна мрежа, която разчита на предалите се войници на Мин.
В допълнение на това, тримата предали се генерали на Мин са откроени за приноса им към създаването на династията Цин, дадени са им благороднически титли на феодални принцове (藩王) и са направени губернатори на обширни територии в Южен Китай. Главният от тях е У Сангуй, на когото са дадени провинциите Юнан и Гуейджоу, а на генералите Шанг Кекси (尚可喜) и Ген Джингжонг (耿精忠) са дадени съответно провинциите Гуандун и Фудзиен.
С течение на времето, тримата феодали и техните територии стават все по-автономни. Най-накрая, през 1673 г., Шанг Кекси пише петиция до император Канси, в която заявява желанието си да се оттегли в родния си град в провинция Ляодун и посочва за свой наследник сина си. Младият император разрешава оттеглянето му, но отказва наследствеността на владението му. В отговор, другите двама генерали решават да молят за собственото си оттегляне, за да тестват решимостта на Канси, считайки, че той не би рискувал да ги обиди, като отхвърли молбата им. Ходът обаче има обратен ефект, тъй като младият император приема техния блъф, като подписва исканията им и заповядва и трите феодални владения да бъдат върнати на короната.
С изземването на властта му, У Сангуй осъзнава, че няма друг избор, освен да се вдигне бунт. Към него се присъединяват Ген Гонмин и сина на Шанг Кекси, Шанг Жиксин (尚 之 信). Последвалото въстание продължава осем години. По време на най-големия подем на бунтовниците, те успяват да разширят контрола си далеч на север до река Яндзъ. В крайна сметка обаче, правителството на Цин успява да потуши бунта и да възвърне властта си над цялата южна част на Китай. Бунтът остава известен в китайската история като Бунт на тримата васали.
За да укрепи династията си, император Канси лично води серия от военни кампании срещу джунгарите, а по-късно и срещу Руската империя. Той урежда брака на дъщеря си с монголския водач Галдан Бошогту, за да избегне военния конфликт. Военната кампания на Галдан срещу Цин се проваля, което води до по-нататъшното укрепване на властта на династията. По време на управлението на Канси, Монголия и Тибет са превзети от джунгарите и искат помощ от Китай. Императорът успява да прогони войските на Галдан от тези райони, които са присъединени към империята. Тайван също е окупиран от силите на Цин – през 1683 г. от Джън Кешуан, внук на Джън Ченгун, който е завладял Тайван от холандски колонисти, за да го използва като база срещу династия Цин. До края на XVII век, Китай достига до най-голямото си териториално разрастване от времето на династията Мин.
Император Канси работи с много йезуитски мисионери, които са пристигнали в Китай, включително Томас Перейра, Мартино Мартини, Йохан Адам фон Бел, Фердинанд Вербист и Антоан Тома, както и значителен брой математици, астрономи и съветници.

### Управление на Юнджън и Циенлун
Управленията на императорите Юнджън (1723 – 1735) и синът му, Циенлун (1735 – 1796), отбелязват най-голямото разрастване на властта на династия Цин. През този период, империята управлява над 13 милиона квадратни километра територия.
След смъртта на император Канси през зимата на 1722 г., четвъртият му син, принц Юн, го наследява като император Юнджън. Той остава в историята като противоречив характер, заради слуховете за узурпирането на престола, както и поради това, че в края на царуването на Канси, Юн участва в политически борби с братята си. Юнджън е трудолюбив администратор, който управлява с желязна ръка. Първата му голяма стъпка към по-силно управление е, когато възвръща системата за държавни изпити обратно към първоначалните ѝ стандарти. През 1724 г. той премахва незаконните обменни курсове на монети, които са манипулирани от длъжностни лица, за да отговарят на финансовите им нужди. Тези, които са хванати в нарушение на новите финансови закони, са отстранени от длъжност, или в краен случай, екзекутирани.
Юнджън показва голямо доверие в длъжностните лица от народа хан и назначава много свои протежета на престижни позиции. Ниан Генгао например е назначен да води военна кампания на мястото на брат му Юнти в Цинхай.
Много нови територии са придобити на северозапад. Започвайки през 1727 г., цинските амбан (официални лица) са разположени в Лхаса, откъдето ръководят цинските гарнизони в Тибет. Към корумпираните служители се провежда нова, по-твърда политика – Юнджън нарежда създаването на „Великия съвет“, който се превръща де факто в министерски кабинет през останалата част от управлението на династията.
Император Юнджън умира през 1735 г. Той е последван от сина си, принц Бао, под името Циенлун. Циенлун е известен като способен военачалник. Наследявайки трона на 24-годишна възраст, той лично ръководи военните кампании в Синдзян и Монголия. Бунтовете и въстанията в Съчуан и Южен Китай успешно са потушени, а контролът над Тибет – засилен.
Императорът започва няколко амбициозни проекта в областта на културата, като например съставянето на Сику Цюаншу („Пълна библиотека на четирите клона на литературата“). С общо над 3400 книги, 79 000 свитъка и 36 304 тома, Сику Цюаншу е най-голямата колекция от книги в китайската история, както и най-голямата поредица от книги, която някога е редактирана от феодална власт.Независимо от това, Циенлун използва Литературната инквизиция, за да възпрепятства опозицията. Обвинението на физическите лица започва със собствената интерпретация на императора на истинското значение на думите. Ако императорът реши, че те са обидни или цинични спрямо династията, той заповядва преследване. Литературната инквизиция започва с изолирани случаи по времето на Шунджъ и Канси, но се превръща в модел при управлението на Циенлун, по чието време има 53 случая на литературни гонения.
През последните години на управлението на Циенлун, управлението на Цин започва да страда от завръщането на корупцията. Хешен е може би един от най-корумпираните служители в цялата история на династията, за които има документирани случаи. В крайна сметка, Хешен е принуден от сина на Циенлун, император Дзяцин (управлявал от 1796 до 1820 г.), да извърши самоубийство.
През 1796 г. избухва бунт (Въстанието на Белия лотос) срещу управлението на династия Цин. Бунтът продължава в течение на осем години, и отбеляза повратната точка в историята на династията.

### Бунтове и външен натиск
Управлението на Цин води борба срещу общата представа на международните и междудържавните отношения. Преди началото на XIX век, китайската империя като цяло е хегемон в Източна Азия. През XVIII век обаче, европейските империи постепенно се разрастват по целия свят, тъй като редица европейски държави развиват по-силни икономики, изградени върху морската търговия. Европейски колонии са основани в близката Индия и по островите, които днес са част от Индонезия, докато в същото време Руската империя напредва в областите на север от Китай. Отговорът на Цин е успешен за известно време, със създаването на Кантонската система, ограничаваща и контролираща морската търговия и Нерчинския договор (1689 г.), който стабилизира отношенията с царска Русия.
През 1793 г., Британската източноиндийска компания, с подкрепата на британското правителство, изпраща делегация в Китай, начело с лорд Джордж Макартни, за да промени характера на търговията между двете страни в посока, която тя вярва, че е по-подобаващ за страна със статуса на Великобритания. До този момент, всички западни сили са принудени да търгуват само в едно пристанище (в Кантон) и то по начина, определен от китайците. Това е формирано около фундаменталната надменност на китайците към западните търговци и техните стоки. Правителството гледа на търговията като маловажна. За британците обаче, морската търговия е от ключово значение за поддържане на икономиката им.
Император Циенлун казва на британския посланик Джордж Макартни, че Китай няма приложение на европейските стоки.
Освен това водещите китайски търговци приемат само пръчки сребро като заплащане за стоките си. Търсенето в Европа на китайски стоки като коприна, чай и керамика може да бъдат запълнено, само ако европейските компании изпращат ограничените си запаси от сребро в Китай. До края на 1830-те години, правителствата на Великобритания и Франция са дълбоко загрижени за резервите си от благородни метали и започват да търсят алтернативни начини за търговия с империята – най-важния от които се оказва посрещането на нарастващото търсене в Китай на опиум. Когато династията се опитва да забрани търговията с опиум през 1838 г., Великобритания обявява война на Китай.
Първата опиумна война разкрива остарялото състояние на китайската армия. Цинският флот, съставен изцяло от дървени ветроходни джонки, сериозно е превъзхождан от съвременните тактики и огневата мощ на британския Кралски военноморски флот. Британските войници, използващи модерни мускети и артилерия, лесно побеждават войските на Цин в сухопътните битки. Предаването на Цин през 1842 г. е унизителен удар за Китай. Договорът от Нанкин, който изисква от Китай военни репарации, позволява на британците неограничен достъп до китайските пристанища и отстъпва остров Хонг Конг на Великобритания. Той разкрива много недостатъци в управлението на династия Цин и предизвиква масови бунтове срещу вече изключително непопулярния режим.
Въстанието на тайпините в средата на XIX век е първия голям пример за антиманджурските настроения, застрашаващи стабилността на династията. То е ръководено от Хун Сюдзюан, бивш кандидат, неиздържал изпитите за държавна служба, на фона на широко социално недоволство и глад. През 1851 г. Сюдзюан, заедно с други, започва бунта в провинция Гуейджоу и създава Тайпинското Небесно царство, със самия Сюдзюан като цар, твърдейки, че често има видения от Бог и че е брат на Исус Христос. Забранени са робството, конкубинатът, уредените бракове, пушенето на опиум, превръзките на краката, съдебните мъчения и идолопоклонничеството. Последвалите успехи и власт обаче довеждат до вътрешни вражди, дезертьорство и корупция. Освен това британски и френски войски, оборудвани с модерни оръжия, идват на помощ на имперската армия на династията. През 1864 г., цинските армии, под командването на Дзен Гофан, успяват да потушат въстанието. Бунтът не само представлява най-сериозната заплаха към владетелите на Цин; той е и най-кървавия граждански конфликт в историята и втората война с най-много човешки жертви, превишавана само от Втората световна война. Между 20 и 30 милиона души загиват по време на 14-годишното въстание (1850 – 1864 г.). След избухването на въстанието, започват бунтове и на мюсюлманите и народа мяо срещу династията, най-известни от които са Дунганското през 1862 – 1877 г. в Северозападен Китай и Пантайското въстание (1856 – 1873 г.) в провинция Юнан.
Западните сили, до голяма степен неудовлетворени от договора от Нанкин, неохотно подкрепят правителството на Цин по време на въстанията. Доходите на Китай спадат рязко по време на войните, като са унищожени огромни площи обработваема земя и загиват милиони хора. През 1854 г. Великобритания се опитва да промени договора от Нанкин, с въвеждането на клаузи, позволяващи търговски достъп на британците до китайските реки и създаването на постоянно британско посолство в Пекин. Последната клауза предизвиква недоволството на китайците, които отказват да преподпишат доковора, което провокира нова война с Великобритания.
Втората опиумна война приключва с ново китайско поражение. Подписаният договор от Тяндзин съдържа клаузи, които са обидни за китайците – като например изискването всички официални китайски документи да бъдат написани на английски и условието за предоставяне на британските военни кораби на неограничен достъп до всички плавателни китайски реки.
Но династията все още се крепи на власт. Китайски генерали и служители, като например Дзо Дзунтан, потушават бунтовете и застават зад манджурите в реставрацията Тунджи. Дзен Гофан, в съюз с принц Гон, подкрепя възхода на по-млади служители като Ли Хондзян, които изправят династията отново на крака и основават реформаторско движение. Реформаторите извършват институционални промени, включително сформирането на модерни армии, като Баянската армия. Те обаче са унищожени в Първата китайско-японска война (1894 – 1895 г.), което предизвиква призиви за нови военни реформи.

### Управление на регентката Цъси
Вдовстващата императрица Цъси, наложница на император Сянфен, идва на власт през 1861 г. с помощта на преврат, когато, подкрепена от принц Гон, сваля осемте регента (водени от Сушун). За седемте си години от ерата Тунджи (1862 – 1874), и по време на царуването на племенника си, император Гуансу (1875 – 1908), императрицата де факто е владетел на Китай. Императрицата е известна като „владетелят зад завесата“.
От 1889 до 1898 г., императрицата живее в Летния дворец в полуусамотение. След като губи от Япония в Първата китайско-японска война, Гуансу започва Реформата за сто дни, па време на която са въведени нови закони и някои от старите правила са премахнати. Императрицата се завръща в императорския двор, за да отмени реформите на императора, и в същото време го поставя под домашен арест, като възлага на верните ѝ евнуси да го пазят. Цъси продължава да централизира собствената си власт. На шестдесетата си годишнина, тя похарчва над 30 милиона ляна сребро за украса и празненства – пари, които първоначално са планирани за подобряване на оръжията на баянския флот.
През 1900 г., по време на Боксерското въстание, след убийството на германския посланик, алианс от осем нации навлиза в Китай като единна военна сила за втори път. Цъси реагира като обявява война на осемте страни. Резултатът е, че в кратък срок остсъпва контрола на Пекин. Заедно с император Гуансу, тя бяга в Ксиан. Като военни компенсации, алиансът изрежда десетки искания към правителството на Цин, като първото от тях е предаването на императрицата.
Първоначалните цели на Боксерското въстание са сваляне на имперския двор и изгонване на всички „чуждестранни дяволи“ от Китай. Императрицата решава да дирижира и в същото време, да подсили бунта чрез министрите си. Не след дълго, на знамето на въстаниците се появява нов лозунг: „Подкрепи Цин; унищожи чужденците!“. В началото на 1900 г. в имперски указ, императрицата заявява, че „тайните общества са част от китайската култура и не са престъпници.“.
Когато армиите на осемте нации нахлуват в Пекин, Цъси избягва от столицата и приема мирните условия, като заплаща на чуждите сили огромни количества сребро. Преди смъртта си, на 15 ноември 1908 г., тя нарежда на доверените си евнуси да отровят император Гуансу.

## Край на династията
Към началото на XX век, гражданските безредици продължават да се разрастват. За преодоляване на проблемите, императрицата издава имперски указ през 1901 г., призоваващ за реформи по предложенията на главните управители и управителите и започването на нова ера (т.н. „Нова политика“), известна също като „Късни реформи на Цин“. Указът проправя пътя за най-мащабните промени по отношение на социални последици, включително създаването на национална образователна система и премахване на имперските изпити през 1905 г. Въпреки това, Цъси и Гуансу, оставят относително безсилни и нестабилни централни органи. Пу И, най-възрастният син на принц Чун, е избран за наследник на двегодишна възраст, оставяйки Жаифенг като регент. През април 1911 г. Жаифенг създава кабинет, в който има двама заместник-премиери. Независимо от това, той е известен сред съвременниците му като „Кралския кабинет“, защото от тринадесетте членове на кабинета петима са членове на императорското семейство или негови роднини.